# Pierre-Antoine Berryer
Pierre-Antoine Berryer (París, 4 de enero de 1790-Augerville-la-Rivière, 29 de noviembre de 1868) fue un abogado y político francés, hijo de Pierre-Nicolas Berryer, por lo que se le llamaba «Berryer hijo». 

## Biografía
Ardiente admirador de Napoleón en su juventud, no tardó en declararse por los Borbones, pero censuró los procedimientos empleados contra los servidores del régimen anterior, defendiendo a los antiguos generales napoleónicos, acusados del delito de traición. Defendió también, y consiguió que fuesen absueltos, a Castaing y Lamennais (entre otros). Todos estos triunfos le dieron una gran popularidad.
Elegido diputado en 1830, le sorprendió poco después la Revolución y criticó al nuevo gobierno, sosteniendo una lucha en solitario frente a numerosos adversarios políticos. Combatió el proyecto de restablecimiento del divorcio, reclamó la aplicación del jurado a los delitos de prensa, el nombramiento de alcaldes de por los respectivos ayuntamientos y la abolición del censo electoral, pues siempre fue su característica querer armonizar las ideas legitimistas con las liberales. Fue un celoso defensor de lo que él consideraba «causas justas», lo que despertó grandes simpatías pese a ser un hombre al que las circunstancias siempre llevaron a la oposición.
Sus discursos parlamentarios se publicaron en cinco volúmenes en 1872 y sus Plaidoyers en cuatro en 1875.